# Chrysodeixis heberachis
Chrysodeixis heberachis là một loài bướm đêm trong họ Noctuidae.